# 泉綾香
泉綾香（いずみ あやか、1989年11月5日 - ）は、日本のアイドル。東京都出身。

## 人物
身長156cm。スリーサイズは74/59/84。足のサイズ23cm。

## 出演

### TV
- CM「クオーク」
- CM・CF「セガトイズ クリアノートHIKARU」
- 「THE夜もヒッパレ」（NTV）数回出演
- NET「NanshoKids女子寮」(ITV24)
- テレビ東京系「U15Fスキにさせて!」レギュラー

### 映画
- 『愛してよ』 - 2005年12月17日公開。渋谷イメージフォーラムにて。
- ショートフィルム『ピンポンッ』

### 舞台
- 「流れ星のララバイ／Ｈappy3 Festival」2001年8月1日～5日　主催：フジテレビ・ニッポン放送　後援：東京MXテレビ　新国立劇場小劇場　8回公演　ダブルキャスト　めぐみ役

### ライブ
- 「S.C.NANSHOヒットパレードライブ」　原宿アストロホール　2001年3月31日
- 「POCO BONITA CARNAVAL?リズムDEウキウキ?」　studio DREAM MAKER　2003年9月28日

### CD/DVD
- 2001年7月『東京ミュウミュウ』イメージソング『守りたいから』ミュウ・ファイヴ、黄　歩鈴役　(ミュウプリン)

### 書籍
- 書籍「NanshoKidsのひみつの恋バナ」（光文社）　2003年7月24日
- 雑誌「ラブベリー」（徳間書店）
- 新聞「毎日中学生新聞」
- 雑誌「レモンティーン」

| スタブアイコン | サブスタブ | この項目は、まだ閲覧者の調べものの参照としては役立たない、アイドル（グラビアアイドル・ライブアイドル・ネットアイドル・レースクイーン・コスプレイヤーなどを含む）に関連した書きかけの項目です。この項目を加筆・訂正などしてくださる協力者を求めています（P:アイドル/PJ:芸能人）。 |